# 비키 패티슨
비키 패티슨(Vicky Pattison, 1987년 11월 16일 ~ )은 잉글랜드의 방송 유명인이다. 리얼리티 텔레비전 프로그램 《조디 쇼어》와 《엑스 온 더 비치》에 출연하면서 이름을 알렸다.